# São Sebastião do Rio Preto
São Sebastião do Rio Preto este un oraș în Minas Gerais (MG), Brazilia.